# Ochotona ladacensis
Thỏ cộc Ladak (Ochotona ladacensis) (tiếng Anh: Ladak Pika) là một loài động vật có vú nhỏ trong Họ Ochotonidae của Bộ Thỏ phân bố ở Trung Quốc, Ấn Độ và Pakistan. Trước khi được công nhận là một loài riêng biệt, loài này được xem là 1 loài thỏ cộc cao nguyên. Được đặt tên theo khu vực Ladakh, chúng thường được tìm thấy trong các thung lũng của các dãy núi trải dài từ Pakistan qua Ấn Độ đến Trung Quốc ở độ cao từ 4.300 đến 5.450 m (14.110 đến 17.880 ft) và là động vật ăn cỏ. Loài này được Günther mô tả năm 1875.